# Гистерезисный двигатель
Гистерезисный двигатель (ГД) — вид электрических машин, в основе работы которых лежит эффект магнитного гистерезиса. В гистерезисных двигателях вращающий момент возникает за счёт гистерезиса при перемагничивании ротора из магнитотвёрдого материала полем статора. Уникальная особенность гистерезисных двигателей в том, что они могут работать как в асинхронном, так и в синхронном режиме. После запуска двигатель плавно входит в синхронизм, а не резко, в отличие от синхронных двигателей с обмоткой возбуждения. 
Гистерезисное преобразование энергии, в отличие от любого другого электромеханического преобразования, является универсальным, то есть синхронно — асинхронным. В асинхронном режиме оно, как и индукционное преобразование, имеет необходимым условием потери скольжения в подвижном элементе. Однако здесь потери скольжения пропорциональны лишь первой степени частоты, а не второй, как при индукционном преобразовании. Этим фактором обусловлены главным образом особенности характеристик гистерезисного преобразователя в асинхронном режиме.
В отличие от магнитоэлектрического преобразования энергии здесь допускается перемещение намагниченности подвижного элемента относительно его геометрических осей (пространственное перемагничивание). Эта особенность не позволяет распространять на синхронный режим общие закономерности магнитоэлектрического преобразования.
По сравнению с электромагнитным преобразованием отличие состоит в том, что проводимости подвижного элемента (ротора) по его геометрическим осям неоднозначны: они зависят от предыстории магнитного состояния ротора.
Совокупность этих особенностей приводит на практике к принципиальным отличиям в характеристиках, алгоритмах и средствах управления, выделяющим гистерезисный электропривод в самостоятельный класс электроприводов.

## Достоинства
Достоинства гистерезисных двигателей:
- простота конструкции и надёжность в работе;
- большой пусковой момент;
- плавность входа в синхронизм;
- сравнительно высокий КПД;
- бесшумность в работе;
- малое изменение тока от пуска до номинальной нагрузки.

## Недостатки
Недостатки гистерезисных двигателей:
- низкий коэффициент мощности {\displaystyle \cos(\varphi )=0,4-0,5};
- сравнительно высокая стоимость — ротор сделан из дорогой магнитотвердой стали, легированной кобальтом;
- при резких колебаниях нагрузки склонны к качаниям, что ограничивает области применения гистерезисных двигателей.